# Wereldgezondheidsorganisatie
De Wereldgezondheidsorganisatie (Engels: World Health Organization, WHO) is de gespecialiseerde organisatie van de Verenigde Naties die een sturende en coördinerende rol heeft op het gebied van gezondheid en welzijn. De WHO wil wereldwijde aspecten van de gezondheidszorg in kaart brengen, activiteiten op het gebied van de gezondheidszorg coördineren en de gezondheid van de wereldbevolking bevorderen. Tot de activiteiten behoort de classificatie van aandoeningen (ICD-10) en geneesmiddelen (ATC-codering).
De WHO werd op 7 april 1948 opgericht door de Verenigde Naties en is sindsdien gevestigd in Genève. Jaarlijks wordt deze dag als Wereldgezondheidsdag met een thema in het nieuws gebracht.
Het logo van de WHO is gevormd uit het logo van de Verenigde Naties met daarin een esculaap verwerkt.

## Geschiedenis

### Voorgeschiedenis
Na de tweede cholerapandemie (1826–1837) organiseerde de Franse regering een reeks Internationale Sanitaire Conferenties om de quarantainevoorschriften, die nog van land tot land verschilden, te standaardiseren. De 14 conferenties (1851–1938) leidden tot internationale sanitaire afspraken, die de basis vormden voor de latere WHO.

### Oprichting
Tijdens de oprichtingsconferentie van de Verenigde Naties in 1945 in San Francisco werd onder impuls van Szeming Sze, een afgevaardigde uit de Republiek China, en met de steun van Alger Hiss, de Amerikaanse secretaris-generaal van de conferentie, een verklaring aangenomen waarin werd opgeroepen tot een internationale conferentie over de gezondheidszorg. Het gebruik van het woord "wereld" ("World"), in plaats van "internationaal", benadrukte het werkelijk mondiale karakter van wat de organisatie wilde bereiken.
Het Statuut van de Wereldgezondheidsorganisatie werd op 22 juli 1946 ondertekend door alle 51 toenmalige lidstaten van de Verenigde Naties en door 10 andere landen. De WHO was daarmee het eerste gespecialiseerde agentschap van de Verenigde Naties waar elk lid zich bij heeft aangesloten. Het handvest werd formeel van kracht op de eerste Wereldgezondheidsdag op 7 april 1948, toen het werd geratificeerd door de 26e lidstaat. Het statuut bestaat uit een overeenkomst, een protocol en een statuut in engere zin. Deze zijn door de oprichtende leden ondertekend op 22 juli 1946, 20 oktober 1947 en 7 april 1948. Met dit laatste bindt de lidstaat zich aan het statuut.

### Lidstaten
In Nederland kreeg het statuut op 8 maart 1947 kracht van wet voor Europees Nederland en op 8 november 1949 voor de Nederlandse koloniën, waaronder Nederlands-Indië, dat toen de facto al onafhankelijk was. Als Indonesië werd dit land op 23 mei 1950 lid.
Op 12 februari 1949 zegde de Sovjet-Unie het lidmaatschap op, twee dagen later gevolgd door twee vazalstaten: Oekraïne en Wit-Rusland. Op 29 november stapte Bulgarije op. In 1950 traden nog vijf andere marxistisch-leninistische staten uit: Roemenië, Albanië,Tsjecho-Slowakije, Hongarije en Polen. De WHO drong bij de inactieve leden aan om het te heroverwegen. Er bestond geen protocol voor uittreding. In 1955, enkele jaren na het overlijden van Stalin, trad de Sovjet-Unie weer toe met in zijn kielzog de andere socialistische landen.

#### Taiwan
Eveneens in 1950, op 5 mei, wilde ook de Republiek China zijn lidmaatschap opzeggen, de republiek bestond toen alleen nog maar uit het eiland Formosa (het latere Taiwan). De Volksrepubliek China - het vaste land - wilde juist lid worden. Voor toetreding van de Volksrepubliek China stond Joegoslavië in, de VS was voor behoud van het lidmaatschap van de Republiek als vertegenwoordiger van heel China. Na stemming bleef de Republiek lid. In 1971 werd middels VN resolutie 2758 de Volksrepubliek China alsnog aangemerkt als enige vertegenwoordiger van China. De Republiek werd uit de VN gegooid en het daaropvolgende jaar ook uit de WHO. In 1997, 2002 en 2004 deed Taiwan een tevergeefse poging om via stemmen weer lid te worden van de WHO. De SARS uitbraak in 2003, waarbij Taiwan ook hard geraakt werd, zorgde voor enige verschuiving. Pas na zeven weken van de uitbraak gaf China toestemming voor een WHO-delegatie om Taiwan te bezoeken. In 2005 ondertekende China en de WHO een geheim memorandum waarin werd vastgelegd dat elk contact van de WHO met Taiwan via China moest verlopen. In 2008, nadat de toenaderingsgezindte Ma Ying-jeou werd gekozen, volgde er onderhandelingen tussen Taiwan en China en werd Taiwan - onder de naam Chinees Taipei - door de WHO uitgenodigd om deel te nemen aan de IHR en kreeg het ook de status van waarnemer waardoor men aanwezig kon bij de ledenvergaderingen (WHA) vanaf 2009. Taiwanese oppositie was kritisch over het bereikte akkoord. Zij hekelde dat in officiële WHO-documenten Taiwan werd voorgesteld als "Chinese provincie Taiwan", Taiwanese deskundigen konden nog steeds niet bij alle technische briefings aanwezig zijn en er bleek sinds 2010 een nieuw memorandum binnen de WHO rond te gaan omtrent de IHR waarin expliciet wordt aangegeven dat Taiwan als provincie van China moet worden aangemerkt. Uit dit document bleek ook dat het memorandum uit 2005 nog steeds leidend was. In 2016 werd in Taiwan de meer onafhankelijkheidsgezindte premier Tsai Ing-wen gekozen en blokkeerde China vervolgens elke toegang tot de WHA's. Onder invloed van de coronacrisis tussen 2020 en 2023 hebben vooral westerse landen gepleidooid voor hernieuwde toegang van Taiwan tot de WHA als waarnemer.

#### Verenigde Staten
In juli 2020 kondigde VS-president Donald Trump formeel het vertrek aan van de Verenigde Staten uit de organisatie, met ingang van 6 juli 2021. De VS droegen in 2018–2019 zo’n 16% van het totale budget van de WHO bij. Biden draaide dit besluit nog voor ingangsdatum weer terug. Bij de inauguratie van Donald Trump als de 47ste president van de Verenigde Staten, op 20 januari 2025, kondigde hij onmiddellijk aan dat de Verenigde Staten uit de organisatie zullen stappen, dit naast 80 andere presidentiële decreten (executive orders) die hij meteen bij zijn aanstelling ondertekende.

### Activiteiten

#### De jaren 1945-1949
De eerste bijeenkomst van de Wereldgezondheidsvergadering eindigde op 24 juli 1948, toen een budget van 5 miljoen VS-dollar voor het jaar 1949 was verzekerd. De Kroatische medicus Andrija Štampar werd de eerste president van de Vergadering, en Brock Chisholm, die in de planningsfase uitvoerend secretaris was, werd benoemd tot directeur-generaal. De eerste prioriteiten waren het indijken van de verspreiding van malaria, tuberculose en seksueel overdraagbare aandoeningen, en het verbeteren van de gezondheid van moeder en kind, voeding en hygiëne. Voorts stelde de WHO de eerste richtlijnen op voor het opstellen van nauwkeurige statistieken over de verspreiding en de morbiditeit van ziekten. Ook werd een epidemiologische informatiedienst opgezet via telex.

#### De jaren 1950-1959
Vanaf 1950 kwam een massale inentingscampagne op gang tegen tuberculose, met gebruik van het BCG-vaccin. In 1955 werd een programma gelanceerd voor de uitroeiing van malaria, en een eerste rapport gepubliceerd over diabetes mellitus. Op verzoek van de Sovjet-Unie werd met Resolutie WHA11.54 een grootscheepse, en naar later bleek succesvolle, campagne opgestart om de pokken uit te roeien. De eerste antibiotica verschenen op de markt en de WHO adviseerde landen in het gebruik ervan.

#### De jaren 1960-1969

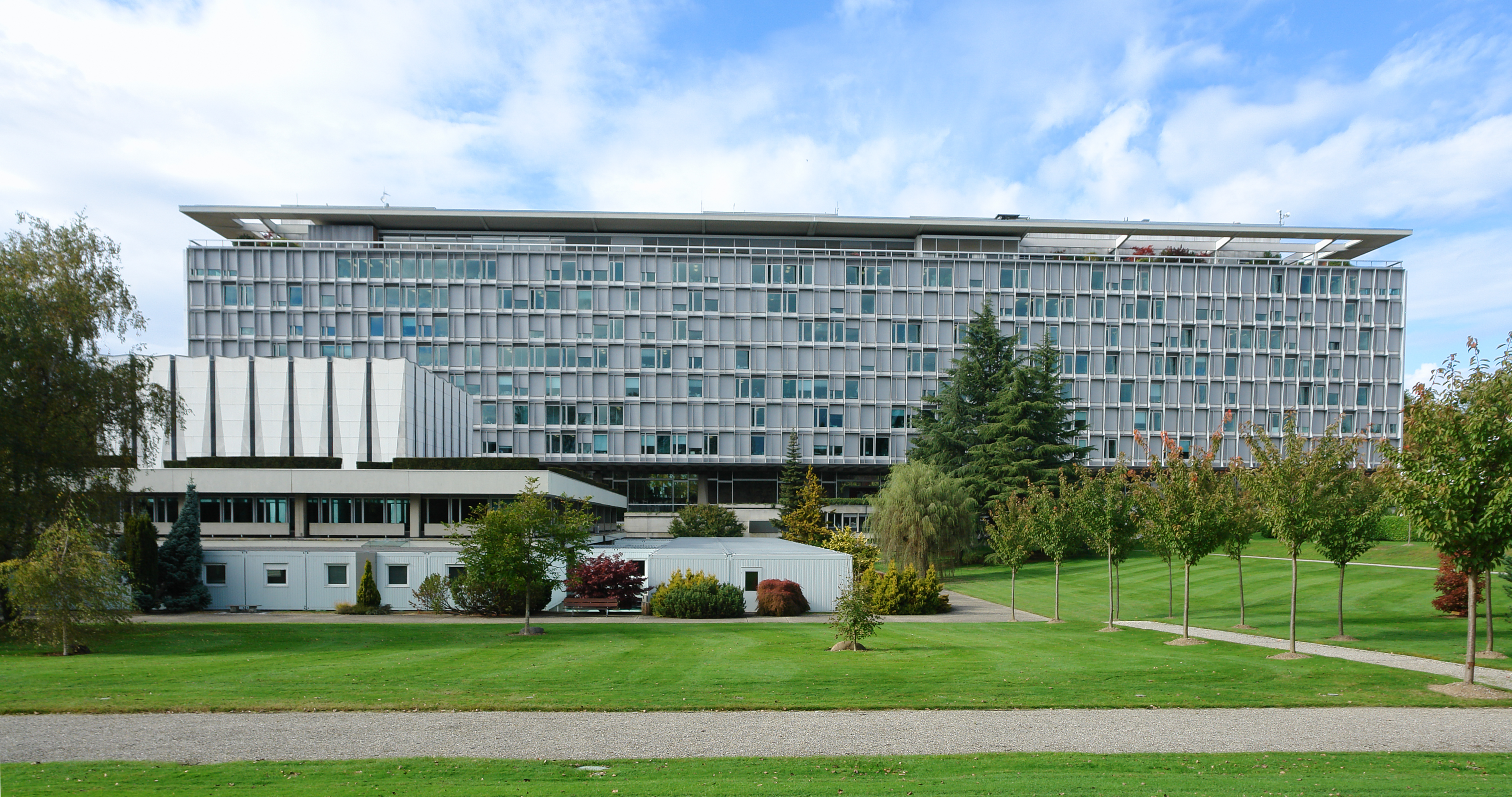
De zuidgevel van het hoofdgebouw van de WHO in Genève, 2008

In de schoot van de WHO werd in 1965 het Internationaal Agentschap voor Kankeronderzoek opgericht. De organisatie verplaatste in 1966 zijn hoofdkwartier van het Geneefse Palais des Nations naar een enkele honderden meters verder gelegen nieuw gebouwd hoofdkwartier aan de Avenue Appia nr. 20.
In 1967 intensiveerde de organisatie de pokkencampagne met een jaarlijks budget van 2,4 miljoen dollar. Ook werd een nieuwe methode voor het vaststellen van ziekte-incidentie gehanteerd. Belangrijke problemen daarbij waren het niet adequaat melden van pokken en het tekort aan kwalitatieve vaccins. De WHO zette een netwerk van consultants op die landen hielpen bij het opzetten van monitoring en campagnes.
In 1967 aanvaardde de Algemene Vergadering een resolutie over de preventie van handicaps en revalidatie en de opname van gehandicapten in de gemeenschap.
In de Algemene Vergadering werd de eerste versie van de Internationale Gezondheidsvoorschriften aangenomen, aanvankelijk een overeenkomst van samenwerking tussen de WHO-lidstaten om 6 ernstige infectieziekten in te dijken: cholera, pest, gele koorts, pokken, terugkerende koorts en tyfus.

#### De jaren 1970-1979
De pokkencampagne werd voortgezet: de WHO hielp bij de pokkenepidemie van 1972 in Joegoslavië, en in 1979 verklaarde de WHO dat de ziekte na ruim twintig jaar bestrijding eindelijk was uitgeroeid – de eerste ziekte in de geschiedenis die door menselijke inspanningen werd geëlimineerd. 1974 was het startjaar van een uitgebreid programma voor kindervaccinatie, en de beheersing van rivierblindheid (onchocerciase), in samenwerking met de Voedsel- en Landbouworganisatie (FAO), het VN-Ontwikkelingsprogramma (UNDP) en de Wereldbank.
Een onderzoeksprogramma inzake gezinsplanning en zelfbeschikking en gezondheid bij de voortplanting dateert uit 1972. In 1975 ging een speciaal programma voor onderzoek en opleiding in tropische ziekten (TDR) van start. Een eerste lijst van onmisbare geneesmiddelen werd in 1977 opgesteld.
Op de Internationale Conferentie over de primaire gezondheidszorg in Alma-Ata, Kazachstan (6-12 september 1978) werd het principe vastgelegd van de "universele gezondheidszorg", waar de WHO aandacht voor blijft vragen.

#### De jaren 1980-1989
Het eerste decennium van HIV/AIDS: WHO startte een wereldwijd programma in 1986, twee jaar later gevolgd door een anti-discriminatiecampagne. In 1988 kwam het Global Polio Eradication Initiative tot stand, een samenwerking met Rotary International, het Centers for Disease Control and Prevention, UNICEF en de Gates Foundation voor het uitroeien van kinderverlamming (polio) in de wereld.
In 1986 werd het Ottawa Charter for health promotion geïntroduceerd. Dit legde de basis voor de gezondheidsbevordering.

#### De jaren 1990-1999
Voor de behandeling van tuberculose wordt een nieuwe "DOTS-strategie" ingezet (DOTS=directly observed treatment). Het AIDS-programma van de jaren tachtig leidde in 1996 tot de oprichting van UNAIDS. Naar aanleiding van de 50e verjaardag van de WHO in 1998 verwees directeur-generaal Brundtland naar de geboekte successen op het gebied van kindersterfte, de hogere levensverwachting en het terugdringen van plagen zoals pokken en polio, maar gaf zij toe dat op andere terreinen meer moest worden gedaan, bijvoorbeeld voor de gezondheid van moeders.

#### De jaren 2000-2009
Eind de jaren ‘90 was een breed internationaal overleg op gang gekomen om tuberculose uit de wereld te helpen. De inspanning werd opgenomen in de millenniumdoelstellingen, en na ondersteuning door de Wereldgezondheidsorganisatie werd het Stop TB Partnership opgezet, dat sedert 2015 wordt beheerd door UNOPS.
Een programma tegen de mazelen werd in 2001 opgesteld, met als doel de ziekte met 68% terug te dringen tegen 2007.
In 2002 werd een fonds tegen AIDS, tuberculose en malaria (The Global Fund to Fight AIDS, Tuberculosis and Malaria) opgericht om meer middelen vrij te maken in de strijd tegen deze aandoeningen. Met de hulp van de WHO werd een eerste officiële HIV/AIDS Toolkit opgemaakt voor Zimbabwe, een primeur in de preventie, behandeling en ondersteuning van de strijd tegen AIDS.
Het WHO-Kaderverdrag inzake tabaksontmoediging werd in 2003 aangenomen, het eerste mondiale verdrag op het gebied van de volksgezondheid. De Internationale Gezondheidsvoorschriften uit 1967 werden herzien in 2005.
Naar aanleiding van de uitbraak van het H1N1-griepvirus in 2009 werkt de WHO samen met partners in de ontwikkeling van griepvaccins.

#### De jaren 2010-2019
In 2012 stelden de lidstaten van de WHO voor het eerst mondiale doelstellingen op om hartziekten, diabetes, kanker en andere niet-besmettelijke ziekten te voorkomen en te genezen. Bij de Ebola-uitbraak in West-Afrika in 2014 stuurde de WHO duizenden technische experts, ondersteunend personeel en medische apparatuur.
Na een uitbraak van gele koorts in 2016 in Congo (DRC), met uitlopers in andere landen waaronder China, ontwikkelde de WHO in 2017 de EYE-strategie voor preventieve vaccinatieprogramma’s, in samenwerking met UNICEF. Door de ingreep werd de gele koorts effectief ingedijkt.
In 2018 kon de WHO aankondigen dat Ebola in West-Afrika onder controle is, maar rond het zikavirus blijft een internationaal zorgwekkende noodsituatie bestaan.

#### De jaren 2020-2025
Op 20 mei 2025 keurde de Algemene Vergadering van de WHO na jarenlange onderhandelingen het pandemieverdrag goed.

## Organisatie

### Wereldgezondheidsvergadering
Het hoogste orgaan in de WHO is de Algemene Vergadering (World Health Assembly). Alle VN-lidstaten maken er deel van uit. De Vergadering bespreekt de agenda, opgesteld door de Raad van Bestuur, verkiest de directeur-generaal, en stemt over de begroting. De Vergadering komt jaarlijks bijeen in Genève, Zwitserland, doorgaans in de maand mei.

### Raad van Bestuur
De Raad van Bestuur is samengesteld uit 34 technisch gekwalificeerde leden, verkozen voor drie jaar. De Raad stelt jaarlijks de agenda en resoluties op voor de komende Algemene Vergadering, en vergadert nadien over de uitvoering van de besluiten van de Vergadering.

### Directie & secretariaat
De WHO wordt geleid door een directeur-generaal, verkozen door de Algemene Vergadering. Daarnaast telt de WHO een zestal regionale directeuren, voor Afrika, Amerika, Zuidoost-Azië, Europa, Midden-Oosten (Eastern Mediterranean) en de Grote Oceaan (Western Pacific). Het secretariaat is gevestigd in Genève, Zwitserland.
De WHO telt ruim 7.000 medewerkers, waarvan ruim de helft in de 6 regionale kantoren en 149 agentschappen.

#### Directeuren-generaal
| Naam                                                         | Jaren actief |
| ------------------------------------------------------------ | ------------ |
| Brock Chisholm                                               | 1948-1953    |
| Marcolino Gomes Candau                                       | 1953-1973    |
| Halfdan Mahler                                               | 1973-1988    |
| Hiroshi Nakajima                                             | 1988-1998    |
| Gro Harlem Brundtland                                        | 1998-2003    |
| Lee Jong-wook                                                | 2003-2006    |
| Anders Nordström*                                            | 2006         |
| Margaret Chan                                                | 2006-2017    |
| Tedros Adhanom Ghebreyesus                                   | 2017-        |
| *Ad interim na het plotselinge overlijden van Lee Jong-wook. |              |

In mei 2006 overleed de Koreaanse directeur-generaal van de WHO, Jong-wook, en werd enkele maanden door de Zweedse waarnemer Nordström vervangen. Van november 2006 tot mei 2017 was Chan uit Hongkong directeur-generaal van de organisatie. In mei 2017 werd de Ethiopiër Ghebreyesus haar opvolger. Hij was minister van Gezondheidszorg en Buitenlandse Zaken van het Oost-Afrikaanse land. Tegen zijn benoeming werd geprotesteerd, omdat hij verdacht werd van corruptie en behoorde tot de kring vertrouwelingen van een repressief regime.

### Budget en bijdragen
De WHO wordt gefinancierd door vastgestelde en vrijwillige bijdragen van lidstaten, en door donaties van onder meer NGO’s. De vrijwillige bijdragen van lidstaten zijn echter dubbel zo groot als hun vastgestelde bijdragen, die berekend worden volgens het inkomen en de bevolking van elke lidstaat. De totale directe bijdrage vanuit landen aan de WHO bedroeg in 2020-2021 ongeveer 55%. Vrijwillige bijdragen en donaties kunnen door de schenker specifiek toegewezen worden aan bepaalde projecten, en dat was in 2019 het geval voor bijna 70% van de financiële middelen. Wat betreft de NGO's is de Bill & Melinda Gates Foundation de grootste donateur, zij is goed voor ±8% van het budget, waarvan 6,4% naar de bestrijding van polio gaat.
Het jaarbudget van de WHO past binnen het actieprogramma (vijfjarenplan), en bedroeg in 2020 zo’n 2,5 miljard dollar, plus 1 miljard dollar voor noodhulp. De fondsen worden verdeeld over de zes regiokantoren en de hoofdzetel, en ingedeeld in een zestal categorieën. WHO-budgetten worden zelden rechtstreeks besteed aan gezondheidszorg of -programma's, maar eerder aan wetenschappelijk en technisch advies voor lokale besturen. Bijna een derde van het budget gaat naar het hoofdkantoor, voor wetenschappelijk onderzoek, coördinatie en compilatie gegevens. Van de regiokantoren ontvangt Afrika het grootste deel, gevolgd door het Midden-Oosten en Zuidoost-Azië.

### Bevoegdheden en sancties
In tegenstelling tot de Wereldhandelsorganisatie (WTO) kan de Wereldgezondheidsorganisatie lidstaten geen sancties opleggen, of optreden als gezondheidspolitie. De enige bindende afspraken zijn vervat in de Internationale Gezondheidsvoorschriften (IHR).

## Actieprogramma’s
De WHO stroomlijnt haar activiteiten in vijfjarenplannen. Deze worden opgesteld door de Raad van Bestuur, en daarna voorlgelegd aan de Algemene Vergadering.

### Actieplan 2019-2023
Het actieplan 2019-2023 (GPW13), opgesteld in overleg met de lidstaten, de regionale afdelingen, en een aantal internationale organisaties, werd in mei 2018 goedgekeurd, met volgende krachtlijnen:
- uitgangspunt: de Duurzameontwikkelingsdoelstellingen 2030
- impact van het plan wordt voortaan gemeten
- drie prioriteiten: universele zorgverzekering, het behandelen van internationale noodtoestanden en het bevorderen van de volksgezondheid in het algemeen
- het overheidsbeleid sturen in de richting van een verantwoord gezondheidsprogramma, op basis van evidence-based ervaringen (inclusief de bijdrage van traditionele en aanvullende geneeswijzen)[32]
- het opvoeren van activiteiten in de diverse lidstaten, in overleg met nationale partners
- het uitbreiden van het normatieve werk: standaarden, conventies en overeenkomsten, en het verzamelen en verspreiden van kennis ter zake
- het zoeken naar flexibele ad hoc financiering, naast de gewone bijdragen van lidstaten.

## Publicaties

### Essentiële medicijnen
De WHO heeft een lijst samengesteld met medicijnen die een dusdanige werking hebben dat ze voor iedereen beschikbaar zouden moeten zijn, terwijl de stoffen een dusdanige prijs hebben dat dat ook mogelijk is.

### Luchtverontreiniging
Vanuit de vaststelling van het verband tussen luchtverontreiniging en volksgezondheid stelt de Wereldgezondheidsorganisatie richtlijnen op, de Global Air Quality Guidelines (AQGs). Na een vorige editie uit 2005 werden de normen in 2021 aanzienlijk strenger. De richtlijnen hebben betrekking op fijnstof, ozon, stikstofdioxide, zwaveldioxide en koolmonoxide, en gaan verder dan de Europese normen.

### Gezondheidsstatistieken
De WHO publiceert jaarlijks statistieken over de gezondheidssituatie in de wereld. De cijfers worden door andere bronnen gebruikt voor het opstellen van ranglijsten, zo bijvoorbeeld Bloomberg’s Global Health Index

## Medische noodsituatie
Bij ernstige epidemieën kan de WHO een internationale medische noodsituatie uitroepen, in het jargon een Public Health Emergency of International Concern of PHEIC. Dat gebeurde reeds verschillende malen:
- 2009 verklaring van de varkensgriep
- 2014 polioverklaring
- 2014 Ebola-verklaring
- 2016 Zika-virusverklaring
- 2018–20 Ebola-verklaring (Kivu)
- 2019–20 COVID-19-verklaring